# Model topograficzny Freuda
Model topograficzny Freuda (także: pierwsza topika Freuda) – koncepcja aparatu psychicznego opracowana przez Zygmunta Freuda na początku XX wieku w ramach klasycznej psychoanalizy. Zakłada istnienie trzech podstawowych systemów psychicznych: świadomości, przedświadomości i nieświadomości, które różnią się między sobą stopniem dostępności treści psychicznych dla świadomego przeżywania.

## Struktura modelu
Model topograficzny dzieli psychikę na trzy systemy, z których każdy posiada określony status względem świadomości:
- Świadomość (niem. Bewusst) – obejmuje aktualne myśli, spostrzeżenia i wrażenia. Jest to najbardziej powierzchowna warstwa psychiki, dostępna bezpośredniemu doświadczeniu jednostki.
- Przedświadomość (niem. Vorbewusst) – zawiera treści, które nie są aktualnie uświadamiane, ale mogą się nimi stać bez większych trudności (np. wspomnienia, wiedza dostępna na życzenie).
- Nieświadomość (niem. Unbewusst) – magazynuje treści niedostępne dla świadomości, głównie wyparte popędy, lęki, pragnienia i wspomnienia. Treści nieświadome działają w sposób dynamiczny i mogą wpływać na zachowanie jednostki, nie będąc przez nią rozpoznawane[1].

## Rola nieświadomości
W modelu topograficznym nieświadomość ma centralne znaczenie – to właśnie w niej Freud lokuje źródła większości procesów psychicznych, zwłaszcza konfliktów wewnętrznych i mechanizmów obronnych. Treści nieświadome nie mogą zostać uświadomione bez uprzedniego przejścia przez mechanizmy cenzury, które filtrują i deformują ich przejawianie się w świadomości (np. poprzez sny, pomyłki, objawy nerwicowe).

## Znaczenie kliniczne
Model topograficzny stał się podstawą dla rozwoju techniki interpretacyjnej w psychoanalizie – analiza snów, analiza przejęzyczeń, wolne skojarzenia i analiza oporu opierają się na założeniu, że nieświadome treści mogą być pośrednio odsłonięte poprzez zjawiska dostępne w świadomości.

## Przejście do drugiej topiki
W późniejszym okresie Freud uzupełnił model topograficzny o tzw. model strukturalny (druga topika), wprowadzając instancje: Id, Ego i Superego. Drugi model nie zastąpił całkowicie pierwszego – obie koncepcje współistnieją i wzajemnie się uzupełniają. Freud podkreślał, że każda z trzech instancji strukturalnych (id, ego, superego) zawiera komponenty świadome, przedświadome i nieświadome.